# Alexandru Vona
Alexandru Vona (eigentlich Alberto Henrique Samuel Bejar y Mayor; * 3. März 1922 in Bukarest; † 12. November 2004 in Neuilly bei Paris) war ein rumänischer Schriftsteller und Architekt, der ab 1948 ins französische Exil nach Frankreich übersiedelte.

## Leben

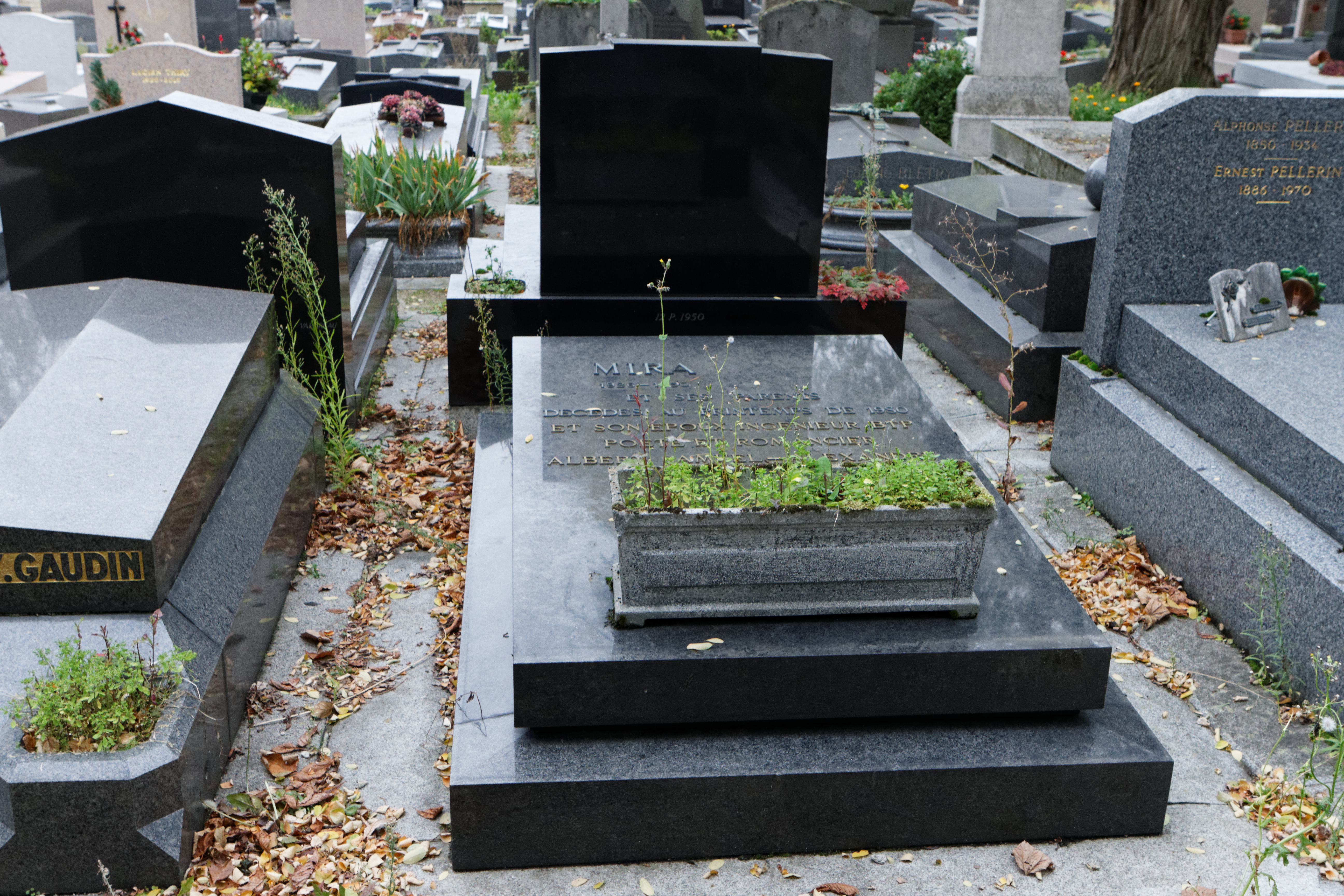
Père-Lachaise

Der Sohn einer sephardischen, mit der Familie Elias Canetti verschwägerten jüdischen Familie begann nach seinem Architekturstudium eine Nebenkarriere als Schriftsteller. Für einen Gedichtband erhielt er 1947 vor der Abdankung des rumänischen Königs den „Literaturpreis der königlichen Kulturstiftung“, den damals höchsten des Landes. Den Roman „Die vermauerten Fenster“, der ihn in den 1990ern gewissermaßen berühmt machte, schrieb er als 25-Jähriger in nur 19 Tagen und wollte ihn dann lange Jahre gar nicht publizieren. Stattdessen schlug Vona in seinem bürgerlichen Brotberuf als Ingenieur und Architekt einen Lebensweg ein, der dem Literaturbetrieb nahezu völlig den Rücken kehrte. Erst nachdem 1993 ein alter Freund ohne das Einverständnis des Autors einen Manuskriptdurchschlag in einem rumänischen Verlag veröffentlicht hatte, wurde der von Mircea Eliade, Paul Celan und Emil Cioran hochgeschätzte Roman als Publikation und Übersetzungsaufgabe erneut zum Thema. Inspiriert von einer Begegnung auf der Treppe eines Bordells, handelt der nicht äußeres Geschehen nacherzählende, wortbildreiche Roman von der Atmosphäre und Traumatisierung im Zuge des nationalsozialistischen Vernichtungsfeldzugs.

## Werke (Auswahl)
- Ferestrele zidite. Bukarest : Editura Cartea Românească, 1993
  - Les fenêtres murées : roman. Traduit du roumain par Alain Paruit. Arles : Actes sud, 1995
  - Die vermauerten Fenster. Aus dem Französischen unter Verwendung der rumänischen Urfassung von Georg Aescht. Berlin : Rowohlt, 1997
- Vitralii. Frühe Gedichte und Prosa. Herausgegeben und aus dem Rumänischen übertragen von Alexandru Bulucz. Mit einem Nachwort von Peter Henning. Edition Faust: Frankfurt am Main 2014,[5] ISBN 978-3-945400-00-5